# Saison 1949-1950 du Football Club auscitain
‌
La saison 1949-1950 du Football Club auscitain voit le FC Auch évoluer en première division pour la deuxième année consécutive.
Auch atteint les huitièmes de finale du championnat pour la deuxième année consécutive.
Il sera battu par Carmaux (sur le terrain de Limoges) qui sera champion de France l’année suivante.
L’équipe réserve est battu par Castres 8-3 en demi-finale du championnat de France.

## Matchs de la saison
Invaincu à domicile, Auch termine 3e de sa poule avec 22 points soit 6 victoires et 4 défaites.

### À domicile
- Auch-Bourg en Bresse 11-3 : belle victoire face aux Bressans de l’ouvreur international Maurice Terreau.
- Auch-Montferrand 3-0
- Auch-Narbonne 3-0
- Auch-Paris UC 6-5
- Auch-Romans 3-0

### À l’extérieur
- Bourg en Bresse-Auch 5-11
- Montferrand-Auch 19-5
- Narbonne-Auch 9-3
- Paris UC-Auch 10-5
- Romans-Auch 9-0

## Seizièmes de finale
Les équipes dont le nom est en caractères gras sont qualifiées pour les huitièmes de finale. 
| Équipe 1              | Équipe 2           | Résultat |
| --------------------- | ------------------ | -------- |
| Castres olympique     | SC Angoulême       | 11-6     |
| AS Béziers            | CA Bègles          | 10-3     |
| USA Limoges           | Stade rochelais    | 6-3      |
| SC Mazamet            | US Montauban       | 11-8     |
| Section paloise       | US Dax             | 9-0      |
| Stadoceste tarbais    | US Romans          | 11-0     |
| US Carmaux            | RC Toulon          | 6-5      |
| FC Auch               | US Cognac          | 3-0      |
| Racing club de France | AS Soustons        | 17-5     |
| Valence sportif       | Stade montois      | 3-0      |
| USA Perpignan         | CA Périgueux       | 3-0      |
| CS Vienne             | Biarritz olympique | 5-3      |
| Aviron bayonnais      | Stade toulousain   | 6-3      |
| FC Lourdes            | RC Vichy           | 11-5     |
| AS Montferrand        | CA Brive           | 15-12    |
| Lyon OU               | RC Narbonne        | 16-4     |

## Huitièmes de finale
Les équipes dont le nom est en caractères gras sont qualifiées pour les quarts de finale. 
| Équipe 1              | Équipe 2           | Résultat |
| --------------------- | ------------------ | -------- |
| Castres olympique     | AS Béziers         | 6-3      |
| USA Limoges           | SC Mazamet         | 9-3      |
| Section paloise       | Stadoceste tarbais | 11-0     |
| US Carmaux            | FC Auch            | 9-0      |
| Racing club de France | Valence sportif    | 6-5      |
| USA Perpignan         | CS Vienne          | 5-3      |
| Aviron bayonnais      | FC Lourdes         | 11-9     |
| AS Montferrand        | Lyon OU            | 17-5     |

## Effectif
- Arrières :
- Ailiers :
- Centres :
- Ouvreur : René Monsarrat
- Demis de mêlée :
- Troisièmes lignes centre :
- Troisièmes lignes aile :
- Deuxièmes lignes :
- Talonneurs :
- Piliers :

## Coupe de France
- Bègles-Auch : 3-0